# Legea instrucției publice din 1864
Legea instrucțiunii publice din 1864 este prima lege modernă a învățământului românesc.